# 정의의 진격
"정의의 진격"은 국방부에서 제작된 한형모 감독의 1951년 다큐멘터리 영화이다.
전쟁 당시 국군들의 실전(實戰)을 직접 기록한 작품이었다. 당시의 촬영 기사가 거의 참가했는데, 이 중 촬영기사 김학성(金學成)이 촬영도중 총상을 입기도 했다.